# Feixe de Gauss

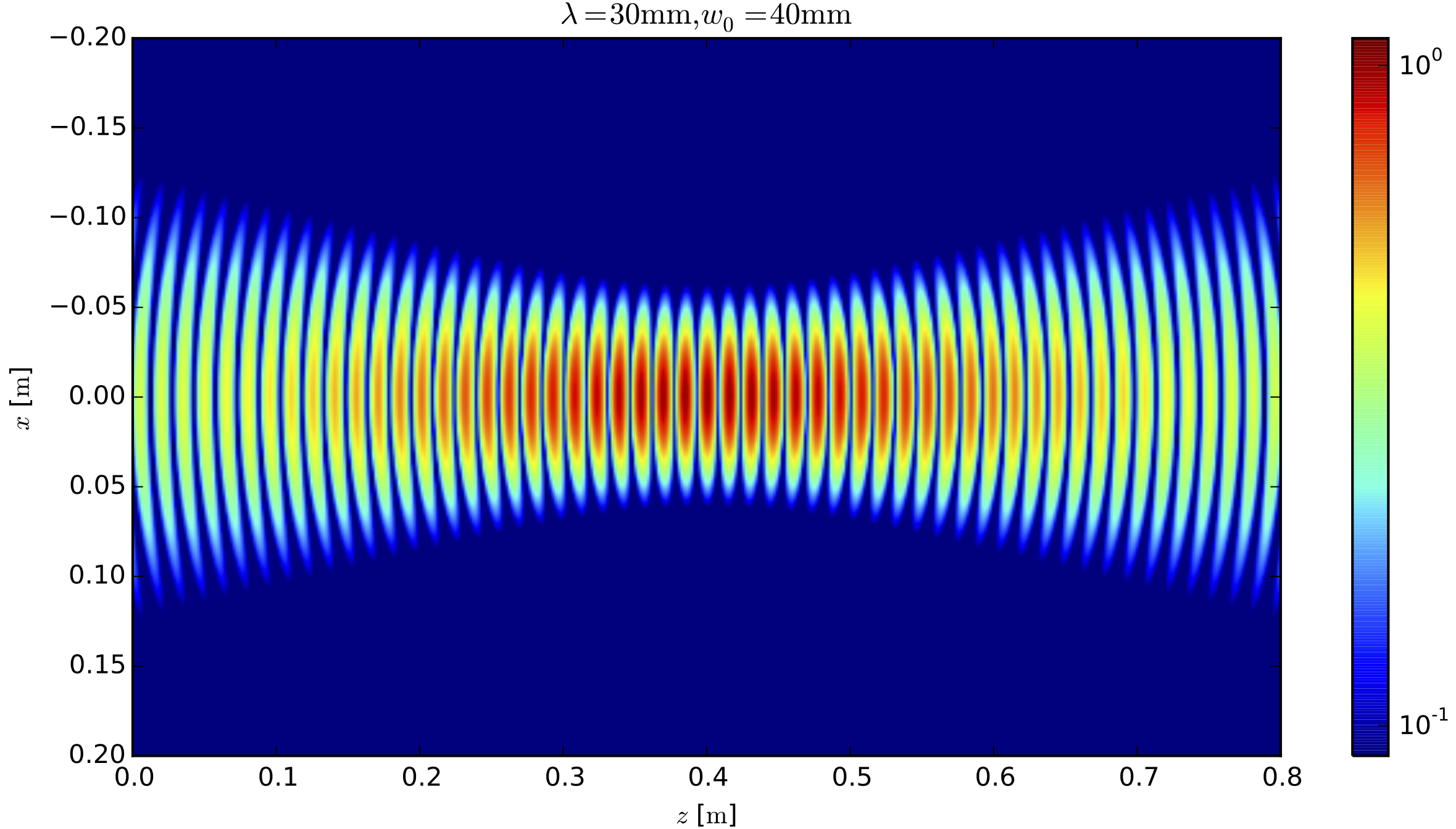
Intensidade de um feixe gaussiano em torno do foco em um dado instante de tempo, mostrando dois picos de intensidade para cada frente de onda.

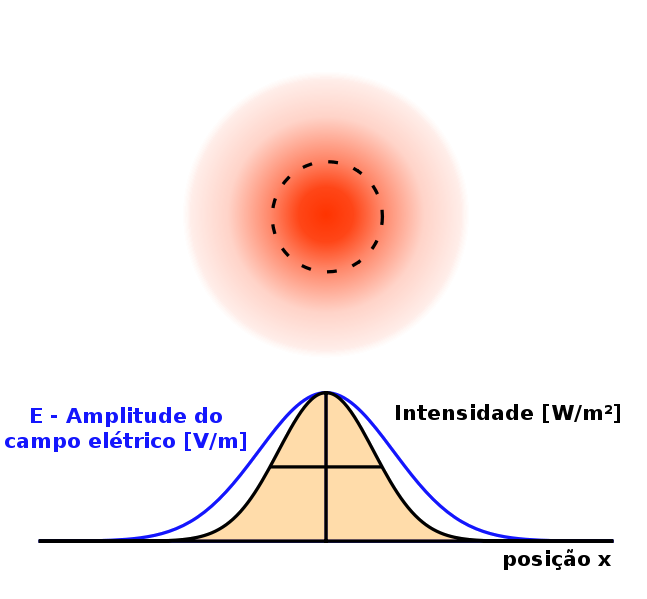
Topo: perfil de intensidade transversal de um feixe gaussiano que propaga para fora da página. Curva azul: amplitude do campo elétrico (ou magnético) vs posição radial em relação ao eixo do feixe. A curva preta é a intensidade correspondente.

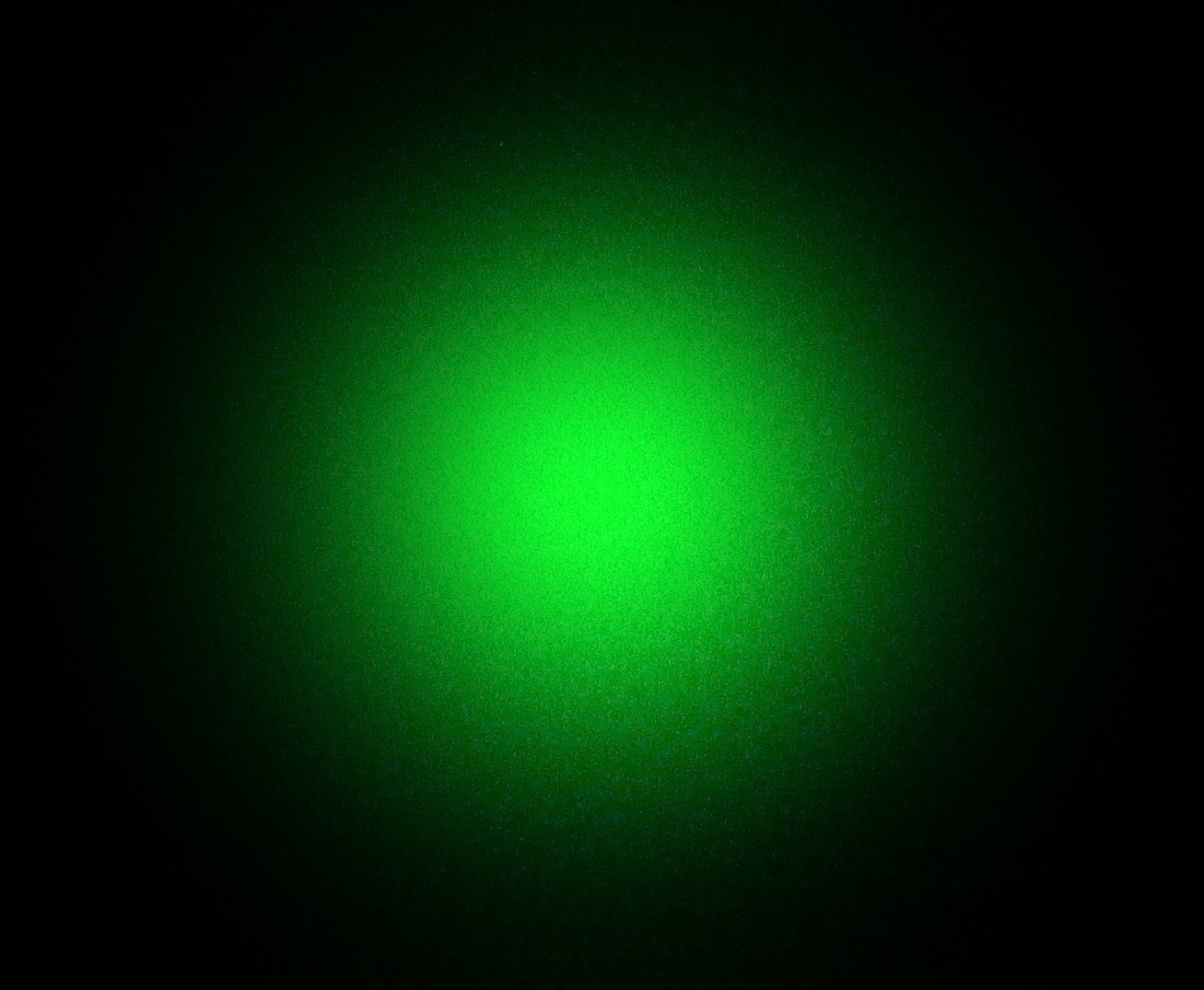
Perfil de feixe de um apontador laser verde de 5 mW, mostrando o perfil TEM_{00}.

Em óptica, um feixe gaussiano ou feixe de Gauss é um feixe de radiação eletromagnética monocromática, cujos perfis transversais de amplitude do campo elétrico e magnético são dados por uma função de Gauss; isto também implica um perfil de intensidade gaussiano. Este modo gaussiano transversal fundamental (ou TEM00) descreve a saída da maioria (mas não todos) dos lasers, como tal um feixe pode ser focado na região mais concentrada. Quando tal feixe é refocado por uma lente, a dependência de fase transversal é alterada; isto resulta em um feixe gaussiano diferente. Os perfis de amplitude dos campos elétricos e magnéticos em torno de qualquer feixe gaussiano circular (para dado comprimento de onda e polarização) são determinados por um único parâmetro, a chamada cintura do feixe w0. Em qualquer posição z relativa à cintura (foco) ao longo de um feixe que tem uma w0 específica, as amplitudes e fases do campo são determinadas como detalhado abaixo.
Soluções arbitrárias da equação paraxial de Helmholtz podem ser expressas como combinações dos modos de Hermite-Gauss (cujos perfis de amplitude são separados em x e y utilizando coordenadas cartesianas) ou similarmente como combinações dos modos de Laguerre-Gauss (cujos perfis de amplitude são separados em r e θ utilizando coordenadas cilíndricas). Em qualquer ponto ao longo do feixe z, estes modos incluem o mesmo fator de Gauss como o modo gaussiano fundamental multiplicando os fatores geométricos adicionais para o modo específico. Entretanto diferentes modos propagam com uma fase diferente de Gouy, razão pela qual o perfil transversal líquido devido a uma superposição de modos evolui em z, enquanto a propagação de qualquer modo de Hermite-Gauss único retém a mesma forma ao longo do feixe.
Embora existem outras possíveis decomposições modais, estas famílias de soluções são as mais úteis para problemas envolvendo feixes compactos, isto é, quando a potência óptica é bem proximamente confinada ao longo de um eixo. Mesmo quando um laser não está operando em um modo gaussiano fundamental, sua potência irá geralmente ser encontrada nos modos de ordem mais baixa usando estas decomposições, pois a extensão espacial dos modos de ordem mais alta irão tender a exceder as fronteiras de um ressonador (cavidade) laser. "Feixe gaussiano" normalmente implica radiação confinada ao modo gaussiano transversal fundamental (TEM00).

## Forma matemática
O feixe gaussiano é um modo eletromagnético transversal (TEM). A expressão matemática para a amplitude do campo elétrico é uma solução da equação paraxial de Helmholtz. Assumindo polarização na direção x e propagação na direção +z, a notação do campo elétrico em fasor é dada por:
{\displaystyle {\mathbf {E} (r,z)}=E_{0}\,{\hat {x}}\,{\frac {w_{0}}{w(z)}}\exp \!\left(\!{\frac {-r^{2}}{w(z)^{2}}}\right)\exp \!\!\left(\!\!-i\!\left(kz+k{\frac {r^{2}}{2R(z)}}-\psi (z)\!\right)\!\!\right)\ ,}
onde:
{\displaystyle r} é a distância radial a partir do eixo central do feixe,
{\displaystyle z} é a distância axial a partir do foco do feixe (ou "cintura" do feixe),
{\displaystyle i} é a unidade imaginária,
{\displaystyle k=2\pi /\lambda } é o número de onda (em radianos por metro) para um comprimento de onda λ,
{\displaystyle E_{0}=E(0,0)}, a amplitude do campo elétrico (e fase) na origem no tempo 0,
{\displaystyle w(z)} é o raio no qual as amplitudes caem a 1/e de seu valor axial, no plano z ao longo do feixe,
{\displaystyle w_{0}=w(0)} é o tamanho da cintura,
{\displaystyle R(z)} é o raio de curvatura da frente de onda do feixe em z, e
{\displaystyle \psi (z)} é a fase de Gouy em z, um termo de fase adicional além daquele atribuível à velocidade de fase da luz.
Há também uma dependência de tempo compreendido {\displaystyle e^{i\omega t}} multiplicando tais quantidades de fasor; o campo real em um ponto no tempo e no espaço é dado pela parte real desta quantidade complexa.
O campo magnético da onda tem uma forma idêntica mas com uma polarização ortogonal (em y uma vez que a polarização do campo elétrico foi estipulada para estar em x):
{\displaystyle {\mathbf {H} (r,z)}={\hat {y}}{\frac {1}{\eta }}{E_{x}(r,z)}}
onde a constante η  é a impedância característica do meio no qual o feixe está se propagando. Para o espaço livre, η  = η0 ≈ 377 Ω.
A intensidade em média de tempo (ou irradiância) em uma localização é computada utilizando {\displaystyle I={\frac {1}{2}}\mathbf {Re} (E\times H^{*})} a qual remove todos fatores de fase (uma vez que foi feita uma média ao longo do tempo, o que resulta também no fator ½):
{\displaystyle I(r,z)={|E(r,z)|^{2} \over 2\eta }=I_{0}\left({\frac {w_{0}}{w(z)}}\right)^{2}\exp \left({\frac {-2r^{2}}{w^{2}(z)}}\right)\ ,}
onde {\displaystyle I_{0}=E_{0}^{2}/2\eta } é a intensidade no centro do feixe em sua cintura.

### Evolução da largura do feixe
Em uma posição z ao longo do feixe (medido a partir do foco), o parâmetro tamanho da cintura w é dado por

onde
{\displaystyle z_{\mathrm {R} }={\frac {\pi w_{0}^{2}}{\lambda }}}
é chamado de intervalo de Rayleigh como discutido mais adiante.

### Evolução do raio de curvatura
A curvatura da frente de onda é zero na cintura do feixe e também se aproxima de zero quando z → ±∞. Ela é igual a 1/R onde R(z) é o raio de curvatura como função da posição ao longo do feixe, dado por
{\displaystyle R(z)=z\left[{1+{\left({\frac {z_{\mathrm {R} }}{z}}\right)}^{2}}\right]\ .}

### Fase de Gouy
A chamada fase de Gouy de um feixe em z é dado por:
{\displaystyle \psi (z)=\arctan \left({\frac {z}{z_{\mathrm {R} }}}\right)\ .}
Esta mudança de fase ao longo do feixe permanece dentro do intervalo ±π/2 (para um feixe gaussiano fundamental) e não é observável em muitos experimentos. Entretanto ela tem importância teórica e assume uma maior gama em modos gaussianos de ordem superior.

## Parâmetros do feixe
A dependência geométrica dos campos de um feixe gaussiano são governados pelo comprimento de onda da luz λ (no meio dielétrico, se não espaço livre) e os seguintes parâmetros do feixe, todos os quais estão conectados como detalhado nas seções seguintes.

### Cintura do feixe

Largura do feixe gaussiano w(z) como função da distância z ao longo do feixe. w_{0}: cintura do feixe; b: profundidade de foco; z_{R}: intervalo de Rayleigh; : espalhamento angular total

A forma de um feixe gaussiano de um dado comprimento de onda λ é governado exclusivamente por um parâmetro, a cintura do feixe w0. Esta é uma medida do tamanho do feixe no ponto de seu foco (z=0 nas equações acima) onde a largura do feixe w(z) (como definido acima) é a menor e da mesma forma onde a intensidade no eixo (r=0) é a maior. A partir deste parâmetro, os outros parâmetros que descrevem a geometria do feixe são determinados. Isto inclui o intervalo de Rayleigh zR e a divergência assintótica do feixe θ, como detalhado abaixo.

### Intervalo de Rayleigh e parâmetro confocal
O intervalo ou comprimento de Rayleigh zR é determinado dado um tamanho à cintura do feixe gaussiano:
{\displaystyle z_{\mathrm {R} }={\frac {\pi w_{0}^{2}}{\lambda }}} .
A uma distância da cintura igual ao intervalo de Rayleigh zR, a largura w do feixe é {\displaystyle {\sqrt {2}}}  mais larga do que ela é no foco, onde w = w0. Isto também implica que a intensidade deste ponto no eixo (r=0) é metade da intensidade de pico (em z=0). Este ponto ao longo do feixe também é onde a curvatura da frente de onda é a maior (1/R).
A distância entre os dois pontos z = ±zR é chamado de parâmetro confocal ou profundidade de foco[carece de fontes?] do feixe.

### Divergência do feixe
Embora a calda de uma função de Gauss nunca realmente atinja zero, o propósito da seguinte discussão, nos deixa chamar a "borda" de um feixe o raio onde r = w(z). Isto é onde a intensidade é reduzida a 1/e2 de seu valor no eixo. Agora, para {\displaystyle z\gg z_{\mathrm {R} }} o parâmetro {\displaystyle w(z)} aumenta linearmente com {\displaystyle z}. Isto significa que longe da cintura, o "borda" do feixe tem formato de cone. O ângulo entre linhas ao longo deste cone (cujo {\displaystyle r=w(z)}) e o eixo central do feixe ({\displaystyle r=0}) é chamado de divergência do feixe. Ele é dado por
{\displaystyle \theta \simeq {\frac {\lambda }{\pi w_{0}}}\qquad (\theta \mathrm {\ em\ radianos} ).}
O espalhamento angular total do feixe distante da cintura é então dado por
{\displaystyle \Theta =2\theta \ .}
Pelo fato da divergência ser inversamente proporcional ao tamanho da cintura, para um dado comprimento de onda λ, um feixe gaussiano que é focado em uma área pequena diverge rapidamente quando se propaga para longe do foco. Em contrapartida, para minimizar a divergência de um feixe laser no campo distante (e aumentar sua intensidade de pico em distâncias maiores) ele deve ter uma seção transversal grande (w0) na cintura (e assim um grande diâmetro onde é lançado, de forma que w(z) nunca seja inferior a w0). Esta relação entre a largura do feixe e divergência é um característica fundamental da difração, e da transformada de Fourier que descreve a difração de Fraunhofer. Um feixe com qualquer perfil de amplitude especificado também obedece esta relação inversa, mas o modo gaussiano fundamental é um caso especial onde o produto do tamanho do feixe no foco e a divergência no campo distante é menor que para qualquer outro caso.
Uma vez que o modelo do feixe gaussiano utiliza a aproximação paraxial, ele falha quando as frentes de onda são inclinadas em mais de aproximadamente 30° do eixo do feixe. Da expressão acima para divergência isto significa que o modelo do feixe gaussiano é acurado apenas para feixes com cinturas maiores que aproximadamente {\displaystyle 2\lambda /\pi }.
A qualidade do feixe laser é quantificado pelo produto do parâmetro do feixe (BPP). Para um feixe gaussiano, o BPP é o produto da divergência do feixe e o tamanho da cintura {\displaystyle w_{0}}. O BPP de um feixe real é obtido pela medição do diâmetro mínimo do feixe e da divergência em campo distante, e calculado seu produto. A razao entre o BPP de um feixe real pelo correspondente de um feixe gaussiano ideal no mesmo comprimento de onda é conhecido como M2 ("M ao quadrado"). O M2 para um feixe gaussiano é um. Todos feixes de laser reais possui valores de M2 maiores que um, embora feixes de qualidade elevada possam ter valores muito próximos a um.
A abertura numérica de um feixe gaussiano é definida como sendo{\displaystyle \mathrm {NA} =n\sin \theta }, onde n é o índice de refração do meio através do qual o feixe se propaga. Isto significa que o intervalo de Rayleigh está relacionado à abertuda numérica por
{\displaystyle z_{\mathrm {R} }=w_{0}/\mathrm {NA} }

## Potência e intensidade

### Potência através de uma abertura
A potência P passando através de um círculo de raio r no plano transversal na posição z é
{\displaystyle P(r,z)=P_{0}\left[1-e^{-2r^{2}/w^{2}(z)}\right]\ ,}
onde
{\displaystyle P_{0}={1 \over 2}\pi I_{0}w_{0}^{2}}
é a potência total transmitida pelo feixe.
Para um círculo de raio {\displaystyle r=w(z)\,}, a fração de potência transmitida através do círculo é
{\displaystyle {P(z) \over P_{0}}=1-e^{-2}\approx 0.865\ .}
Similarmente, cerca de 90 porcento da potência do feixe irá fluir através de um círculo de raio {\displaystyle r=1.07\cdot w(z)}, 95 porcento através de um círculo de raio {\displaystyle r=1.224\cdot w(z)}, e 99 porcento através de um círculo de raio {\displaystyle r=1.52\cdot w(z)}.

### Intensidade de pico
A intensidade de pico em uma distância axial {\displaystyle z} da largura do feixe pode ser calculada como o limite da potência delimitada com um círculo de raio {\displaystyle r}, dividida pela área do círculo {\displaystyle \pi r^{2}} quando este encolhe ({\displaystyle r} tende a zero):
{\displaystyle I(0,z)=\lim _{r\to 0}{\frac {P_{0}\left[1-e^{-2r^{2}/w^{2}(z)}\right]}{\pi r^{2}}}}
O limite pode ser avaliado utilizando a regra de L'Hôpital:
{\displaystyle I(0,z)=={\frac {P_{0}}{\pi }}\lim _{r\to 0}{\frac {\left[-(-2)(2r)e^{-2r^{2}/w^{2}(z)}\right]}{w^{2}(z)(2r)}}={2P_{0} \over \pi w^{2}(z)}.}

## Parâmetros complexos do feixe
O tamanho da cintura e a curvatura de um feixe gaussiano em função de z ao longo do feixe pode ser também codificada em parâmetro complexo do feixe {\displaystyle q(z)} dado por:
{\displaystyle q(z)=z+iz_{\mathrm {R} }\ .}
Introduzindo esta complicação conduz a uma simplificação da equação de campo de feixe gaussiano como mostrado abaixo. Pode ser visto que o inverso de q(z) contém a curvatura da frente de onda e intensidade relativa no eixo em suas partes real e imaginária, respectivamente:
{\displaystyle {1 \over q(z)}={1 \over z+iz_{\mathrm {R} }}={z \over z^{2}+z_{\mathrm {R} }^{2}}-i{z_{\mathrm {R} } \over z^{2}+z_{\mathrm {R} }^{2}}={1 \over R(z)}-i{\lambda  \over \pi w^{2}(z)}.}
O parâmetro complexo do feixe simplifica a análise matemática da propagação do feixe gaussiano, e especialmente na análise de cavidades de ressonância óptica usando matrizes de transferência de raios.
Em seguida, utilizando esta fórmula, a equação anterior para o campo elétrico (ou magnético) é bastante simplificada. Se nós chamarmos u a força de campo relativa de um feixe gaussiano elíptico (com os eixos elípticos nas direções x e y) então ele pode ser separado em x e y de acordo com:
{\displaystyle {u}(x,y,z)={u_{x}}(x,z)\,{u_{y}}(y,z),}
onde
{\displaystyle {u_{x}}(x,z)={\frac {1}{\sqrt {{q}_{x}(z)}}}\exp \left(-ik{\frac {x^{2}}{2{q}_{x}(z)}}\right)},
{\displaystyle {u_{y}}(y,z)={\frac {1}{\sqrt {{q}_{y}(z)}}}\exp \left(-ik{\frac {y^{2}}{2{q}_{y}(z)}}\right)},
onde {\displaystyle q_{x}(z)} e {\displaystyle q_{y}(z)} são os parâmetros complexos do feixe nas direções x e y.
Para o caso comum de um perfil de feixe circular, {\displaystyle {q}_{x}={q}_{y}={q}} e {\displaystyle x^{2}+y^{2}=r^{2}}, que produz
{\displaystyle {u}(r,z)={\frac {1}{{q}(z)}}\exp \left(-ik{\frac {r^{2}}{2{q}(z)}}\right).}

## Equação da onda
Como um caso especial de radiação eletromagnética, feixes de Gauss (e modos gaussianos de ordem superior detalhados abaixo) são soluções da equação da onda para um campo eletromagnético no espaço livre ou em um meio dielétrico homogêneo: obtidos pela combinação de equações de Maxwell para a ondulação de E e a ondulação de H, resultando em:
{\displaystyle \nabla ^{2}U={\frac {1}{c^{2}}}{\frac {\partial ^{2}U}{\partial t^{2}}},}
onde c é a velocidade da luz no meio, e {\displaystyle U} pode se referir ao vetor do campo elétrico ou campo magnético, à medida que qualquer solução específica para um determina o outro. A solução do feixe gaussiano é válida apenas para aproximações paraxiais, isto é, onde a propagação da onda é limitada a direções com um pequeno ângulo de um eixo. Sem perda de generalidade, vamos assumir que a direção a ser a direção +z em cujo caso a solução U pode geralmente ser escrita em termos de u que não tem dependência do tempo e varia de forma relativamente suave no espaço, com a maior variação correspondendo espacialmente ao número de onda k na direção z:
{\displaystyle U(x,y,z,t)=u(x,y,z)e^{-i(kz-\omega t)}\,{\hat {x}}\;.}
Usando esta fórmula juntamente com a aproximação paraxial, {\displaystyle \partial ^{2}u/\partial z^{2}} pode ser então essencialmente negligenciada. Uma vez que soluções da equação da onda eletromagnética mantém apenas para para polarizações que são ortogonais à direção de propagação (z), consideramos sem perda de generalidade a polarização na direção x de modo que agora resolvemos a equação escalar para u(x,y,z).
Substituindo esta solução na equação da onda acima produz a aproximação paraxial para a equação escalar da onda:
{\displaystyle {\frac {\partial ^{2}u}{\partial x^{2}}}+{\frac {\partial ^{2}u}{\partial y^{2}}}=2ik{\frac {\partial u}{\partial z}}.}

### Solução no modo gaussiano
Pode ser verificado que o feixe gaussiano de qualquer cintura de feixe w0 satisfaz esta equação da onda; isto é mais facilmente realizado expressando a onda em z em termos do parâmetro complexo do feixe q(z) como definido acima.
A segunda diferenciação da expressão de u(r,z) (onde r2 = x2 + y2) em relação a x produz:
{\displaystyle {\frac {\partial ^{2}u}{\partial x^{2}}}\;=\;u\left(-{\frac {ik}{q}}+\left({\frac {-ikx}{q}}\right)^{2}\right)\;=\;u\left(-{\frac {ik}{q}}-{\frac {k^{2}x^{2}}{q^{2}}}\right)}
e da mesma forma para y. Formando a soma no lado esquerdo da equação escalar da onda acima, produz:
{\displaystyle {\frac {\partial ^{2}u}{\partial x^{2}}}+{\frac {\partial ^{2}u}{\partial y^{2}}}\;=\;u\left(-2{\frac {ik}{q}}-{\frac {k^{2}r^{2}}{q^{2}}}\right)}
Agora diferenciando u em relação a z, encontramos:
{\displaystyle {\frac {\partial ^{2}u}{\partial z^{2}}}\;=\;u\left(-{\frac {1}{q}}+{\frac {-ikr^{2}}{2q^{2}}}\right)\;}
a partir do qual o lado direito da equação da onda é:
{\displaystyle 2ik{\frac {\partial ^{2}u}{\partial z^{2}}}\;=\;u\left(-{\frac {2ik}{q}}-{\frac {k^{2}r^{2}}{q^{2}}}\right)\;} ,
idêntico ao resultado acima para o lado esquerdo.

### Outras soluções
Como esperado, encontramos que o feixe gaussiano é a solução para a equação da onda paraxial, entretanto existem muitas outras soluções. Como soluções para um sistema linear, qualquer combinação de soluções (utilizando adição ou multiplicação por uma constante) é também uma solução. A gaussiana fundamental passa a ser a que minimiza o produto do mínimo tamanho de cintura e divergência de campo distante, como notado acima. Em busca de soluções paraxiais, e sobretudo as que descrevem radiação laser que não estão no modo gaussiano fundamental, procuraremos famílias de soluções que gradualmente aumentam produtos de suas divergências e mínimos tamanhos de cintura. Duas importantes decomposições ortogonais deste tipo são os modos de Hermite-Gauss ou Laguerre-Gauss, correspondendo, respectivamente, à simetria retangular e circular, como detalhado na próxima seção. Com ambos, o feixe gaussiano fundamental que temos considerado é o de ordem mais baixa.

## Modos de ordem superior

### Modos de Hermite-Gauss

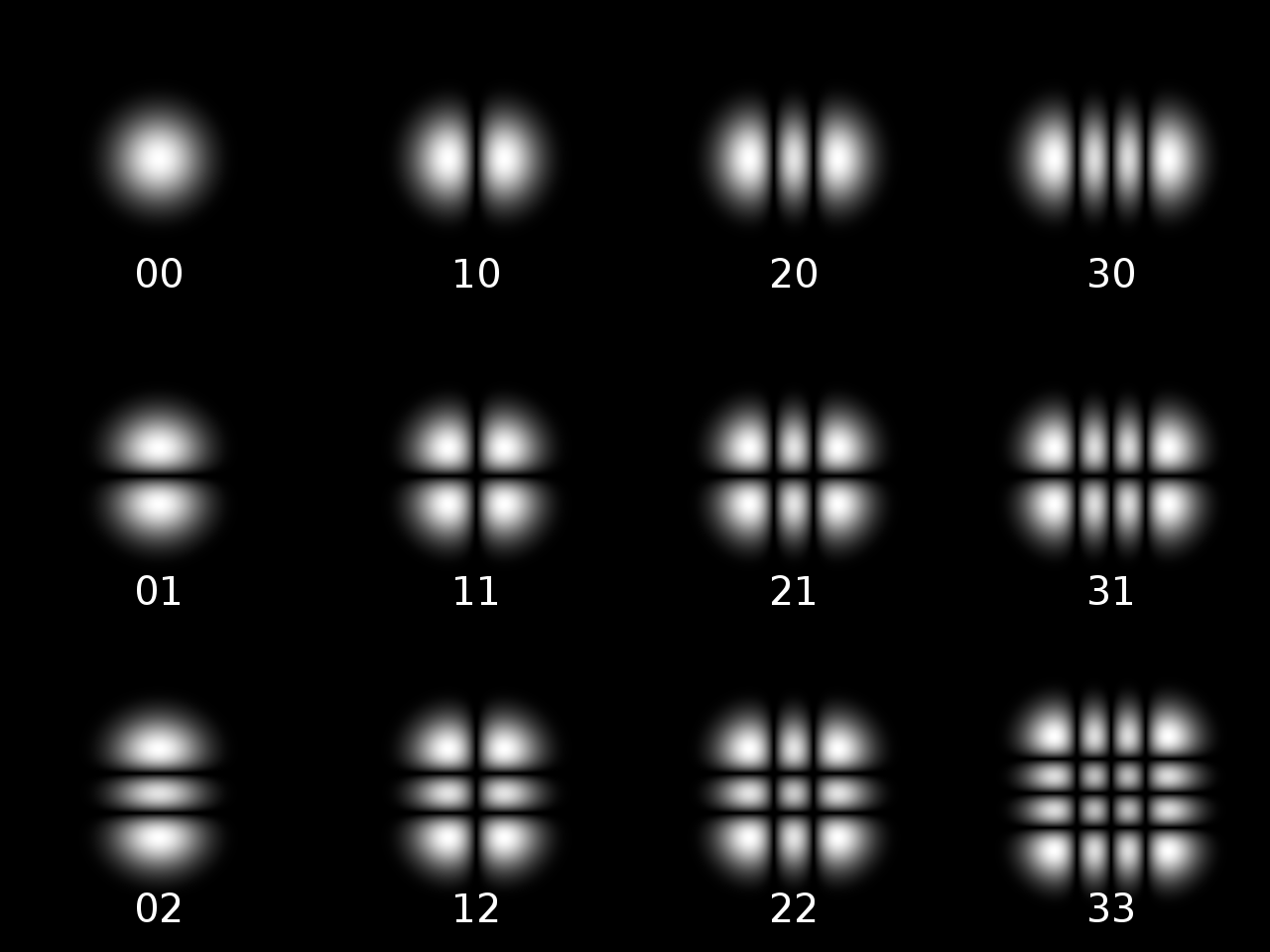
Doze modos de Hermite-Gauss

É possível decompor um feixe paraxial coerente usando um conjunto ortogonal de chamados modos de Hermite-Gauss, qualquer um dos quais é dado pelo produto de um fator em x e um fator em y. Uma solução escrita em coordenas cartesianas é possível devido à separabilidade em x e y na equação paraxial de Helmholtz. Assim dado um modo de ordem (l,m) referindo às direções x e y, a amplitude do campo elétrico em x,y,z pode ser dado por:
{\displaystyle E(x,y,z)=u_{l}(x,z)u_{m}(y,z)}
onde os fatores para dependência de x e y são dados cada um por:
{\displaystyle {u}_{J}(x,z)=\left({\frac {\sqrt {2/\pi }}{2^{J}\;J!\;w_{0}}}\right)^{\!\!1/2}\!\!\left({\frac {{q}_{0}}{{q}(z)}}\right)^{\!\!1/2}\!\!\left(-{\frac {{q}^{\ast }(z)}{{q}(z)}}\right)^{\!\!J/2}\!\!H_{J}\left({\frac {{\sqrt {2}}x}{w(z)}}\right)\,\exp \!\left(\!-i{\frac {kx^{2}}{2{q}(z)}}\right)}
onde utilizamos o parâmetro complexo do feixe q(z) (como definido acima) para um feixe de cintura w0 em z a partir do foco. Desta forma, o primeiro fator é apenas uma constante normalizadora para formar o conjunto de uJ ortonormal. O segundo fator é uma normalização adicional dependente em z que compensa a expansão da extensão espacial do modo de acordo com w(z)/w0 (devido aos dois últimos fatores). Ele também contém parte da fase de Gouy. O terceiro fator é uma fase pura que aumenta a mudanca de fase de Gouy para altas ordens J.
Os dois fatores finais representam a variação espacial sobre x (ou y). O quarto fator é o polinômio de Hermite de ordem {\displaystyle J} ("forma de físicos", i.e. {\displaystyle H_{1}(x)=2x\,}), enquanto o quinto representa queda de amplitude gaussiana {\displaystyle \exp(-x^{2}/w(z)^{2})}, embora isto não seja óbvio utilizando o complexo q no expoente. Expansão da exponencial também produz um fator de fase em x que representa a curvatura de frente de onda (1/R(z)) em z ao longo do feixe.
Modos de Hermite-Gauss são tipicamente designados "TEMlm"; o feixe gaussiano fundamental pode assim ser referido como TEM00 (onde TEM significa Transverse electro-magnetic). Multiplicando ul(x,z) e um(y,z) para obter o perfil em modo 2D, e removendo a normalização de modo que o perfil principal é simplesmente chamado E0, podemos escrever o modo (l,m) na forma mais acessível:
{\displaystyle E_{l,m}(x,y,z)=E_{0}{\frac {w_{0}}{w(z)}}\!\ H_{l}\!\!\left({\frac {{\sqrt {2}}\,x}{w(z)}}\right)\!H_{m}\!\!\left({\frac {{\sqrt {2}}\,y}{w(z)}}\right)\,\exp \!\!\left(\!-{\frac {x^{2}+y^{2}}{w^{2}(z)}}\right)\times }
{\displaystyle \exp \!\left(\!-i{\frac {k(x^{2}+y^{2})}{2R(z)}}\right)\exp(\!-ikz)\exp(i\psi (z))\;\;}   .
Nesta fórmula, o parâmetro w0, como anteriormente, determina a família de modos, em particular escalando a extensão espacial da cintura do modo fundamental e todos os outros padrões de modo em z=0. Dado w0, w(z) e R(z) tem as mesmas definições como para o feixe gaussiano fundamental descrito acima. Pode ser visto que com l=m=0 obtemos o feixe gaussiano fundamental descrito anteriormente (desde que H0 = 1). A única diferença específica nos perfis x e y em qualquer z são devido aos fatores de polinomiais de Hermite para os números de ordem l e m. Entretanto há uma mudanca na evolução da fase de Gouy dos modos sobre z:
{\displaystyle \psi (z)=(N+1)\,\arctan \left({\frac {z}{z_{\mathrm {R} }}}\right)}
onde a ordem combinada do modo N é definido como N=l+m. Enquanto a mudança de fase de Gouy para o modo gaussiano fundamental (0,0) apenas varia por ±π/2 radianos sobre todo z (e apenas por ±π/4 radianos entre ±ZR), este é aumentado por um fator N+1 para os modos de ordem superior.
Modos de Hermite-Gauss, com suas simetrias retangulares, são especialmente adequados para análise modal de radiação de radiação de lasers cujos projetos de cavidades são assimétricos em uma forma retangular. Por outro lado, lasers e sistemas com simetria circular podem ser melhor manipulados utilizando o conjunto de modos Lageurre-Gauss introduzidos na próxima seção.

### Modos de Laguerre-Gauss
Perfis de feixe que são circularmente simétricos (ou lasers com cavidades que são cilindricamente simétricas) são frequentemente resolvidos utilizando a decomposição modal de Laguerre-Gauss. Estas funções são escritas em coordenadas cilíndricas usando polinômios de Laguerre. Cada modo transversal é novamente rotulado utilizando dois inteiros, neste caso o índice radial {\displaystyle p\geq 0} e o índice azimutal {\displaystyle l} que pode ser positivo ou negativo (ou zero).
{\displaystyle {u}(r,\phi ,z)={\frac {C_{lp}^{LG}}{w(z)}}\left({\frac {r{\sqrt {2}}}{w(z)}}\right)^{\!|l|}\exp \!\left(\!-{\frac {r^{2}}{w^{2}(z)}}\right)L_{p}^{|l|}\!\left({\frac {2r^{2}}{w^{2}(z)}}\right)\times }
{\displaystyle \exp \!\left(\!-ik{\frac {r^{2}}{2R(z)}}\right)\exp(il\phi )\,\exp(\!-ikz)\,\exp(i\psi (z))\;\;}   .
onde {\displaystyle L_{p}^{l}} são os polinômios generalizados de Laguerre.
{\displaystyle C_{lp}^{LG}} é uma constante normalizada requerida nao detalhada aqui; {\displaystyle w(z)} e {\displaystyle R(z)}  tem as mesmas definições como acima. Tal como os modos de Hermite-Gauss de ordem superior a magnitude da mudança de fase de Gouy dos modos de Laguerre-Gauss é exagerado pelo fator N+1:
{\displaystyle \psi (z)=(N+1)\,\arctan \left({\frac {z}{z_{\mathrm {R} }}}\right)}
onde neste caso o número de modo combinado N =  |l| + 2p. Como anteriormente, as variações de amplitude transversal são contidas nos dois últimos fatores da linha superior da equação, que novamente inclui a queda gaussiana básica em r mas agora multiplicado por um polinômio de Laguerre. O efeito do número do modo de rotação l, além de afetar o polinômio de Laguerre, está principalmente contido no fator de fase exp(-ilφ), em que o perfil do feixe é avançado (ou retardado) por l fases completas 2π em uma rotação em torno do feixe (in φ). Este é um exemplo de um vórtex óptico de carga topológica l, e pode ser associado com o momento angular orbital da luz neste modo.

### Modos de Ince-Gauss
Em coordenadas elípticas, pode se escrever os modos de ordem superior utilizando polinômios de Ince. Os modos de Ince-Gauss pares e ímpares são dados por 
{\displaystyle u_{\varepsilon }\left(\xi ,\eta ,z\right)={\frac {w_{0}}{w\left(z\right)}}\mathrm {C} _{p}^{m}\left(i\xi ,\varepsilon \right)\mathrm {C} _{p}^{m}\left(\eta ,\varepsilon \right)\exp \left[-ik{\frac {r^{2}}{2q\left(z\right)}}-\left(p+1\right)\zeta \left(z\right)\right],}
onde {\displaystyle \xi } e {\displaystyle \eta } são as coordenadas elípticas radial e angular
definidas por
{\displaystyle x={\sqrt {\varepsilon /2}}w\left(z\right)\cosh \xi \cos \eta ,}
{\displaystyle y={\sqrt {\varepsilon /2}}w\left(z\right)\sinh \xi \sin \eta .}
{\displaystyle {C}_{p}^{m}\left(\eta ,\varepsilon \right)} são os mesmos polinômios de Ince de ordem {\displaystyle p} e grau {\displaystyle m}onde {\displaystyle \varepsilon } é o parâmetro de elipticidade. Os modos de Hermite-Gauss e Laguerre-Gauss são um caso especial dos modos de Ince-Gauss para {\displaystyle \varepsilon =\infty } e {\displaystyle \varepsilon =0} respectivamente.

### Modos Hipergeométrico-Gauss
Há uma outra importante classe de modos de onda paraxial em coordenadas polares em que a amplitude complexa é proporcional a uma função hipergeométrica confluente.
Estes modos tem um perfil de fase singular e são funções próprias do momento angular orbital do fóton. O perfil de intensidade é caracterizado por um anel brilhante único com uma singularidade em seu centro, onde a amplitude do campo desaparece. A amplitude é escrita em termos da coordenada radial adimensional {\displaystyle \rho =r/w_{0}} e a coordenada longitudinal adimensional {\displaystyle \mathrm {Z} =z/z_{R}}.
{\displaystyle u_{pm}(\rho ,\theta ;\mathrm {Z} )={\sqrt {\frac {2^{p+|m|+1}}{\pi \Gamma (p+|m|+1)}}}{\frac {\Gamma (1+|m|+{\frac {p}{2}})}{\Gamma (|m|+1)}}\,\,i^{|m|+1}\mathrm {Z} ^{\frac {p}{2}}(\mathrm {Z} +i)^{-(1+|m|+{\frac {p}{2}})}\rho ^{|m|}e^{-{\frac {i\rho ^{2}}{(\mathrm {Z} +i)}}}e^{im\phi }{}_{1}F_{1}\left(-{\frac {p}{2}},|m|+1;{\frac {r^{2}}{\mathrm {Z} (\mathrm {Z} +i)}}\right),}
onde {\displaystyle m} é inteiro, {\displaystyle p\geq -|m|} é real com valor, {\displaystyle \Gamma (x)} é a função gama e {\displaystyle {}_{1}F_{1}(a,b;x)} é a função hipergeométrica confluente.
Algumas subfamílias de modos hipergeométrico-Gauss (HyGG) podem ser listados como modos de Bessel-Gauss modificados, os modos gaussianos exponenciais modificados, e os modos de Laguerre–Gauss.
O conjunto de modos hipergeométrico-Gauss é supercompleto e não é um conjunto ortogonal de modos. Apesar de seu perfil de campo complicado, modos HyGG tem um perfil muito simples no plano da pupila ({\displaystyle \mathrm {Z} =0}):
{\displaystyle u(\rho ,\phi ,0)\propto \rho ^{p+|m|}e^{-\rho ^{2}+im\phi }.}
Veja vórtex óptico, que explica que a onda de saída de um holograma pitch-fork é uma subfamília dos modos HyGG. O perfil HyGG enquanto o feixe propaga ao longo de {\displaystyle \zeta } tem uma mudança dramática e não é um modo estável abaixo do intervalo de Rayleigh.